# Susana Martres
Susana Martres fue una actriz cinematográfica y teatral, y una declamadora argentina.

## Carrera
Martres fue una joven actriz que incursionó brevemente durante la época dorada del cine argentino, luciéndose junto a eximios actores de la talla de Floren Delbene, León Zárate, Angelina Pagano, Vicente Padula, Aída Alberti, Elisardo Santalla, Aída Luz, Milagros de la Vega, Carlos Perelli y Norberto Bianco.

## Filmografía
- 1938: De la sierra al valle
- 1942: La luna en el pozo[2]

## Teatro
En teatro formó parte por muchos años la Compañía del primer actor Luis Arata, donde unía su simpatía y una hermosa voz, húmeda, sugestiva, que le sirvió en forma admirable para declamar varias poesías. 
En 1921 integró la Compañía nacional dé Orfilia Rico, una de las más completas y estrenada en el Teatro Colón , con Gloria Ferrandiz, Hortensia Martínez, Sarah Nuvolone, Luisa Nuvolone, Carola Bastardi, Eliseo Gutiérrez y Humberto Zurlo.
Ya en el comienzo de la década del '30 tuvo su propia Compañía nacional de Comedia y Sainetes, con la que estreno el 22 de julio de 1933, la obra La rosa de hierro.
Compartió escenario con el cantor Ramón Giménez, el poeta y payador Martín Castro quien interpretó Canciones Libertarias, mientras que ella recitaba diversas poesías en un teatro filodramático.